# Gé en Arie Temmes
De gebroeders Gé en Arie Temmes zijn twee typetjes die gespeeld werden door respectievelijk Wim de Bie en Kees van Kooten. Gé en Arie zijn twee oude brompotten die zich vaak druk maken om allerlei zaken; van het laatste nieuws tot verkeerdbezorgde brieven. Vooral Arie, die de oudste is en last van zijn bloeddruk heeft, moppert vaak. Gé is in zijn onhandigheid ook weleens het mikpunt van Aries boze buien.
Beide broers verschenen voor het eerst op de televisie eind december 1984 in de Van Kooten en De Bie-uitzending Gala van het Gouden Hoofd. In de korte demonstratiefilm Hoofden op hol kwamen ze nog niet naar voren als de twee oude brompotten, maar als twee broers die bang zijn voor mensen die spionerend achter hun mening proberen te komen en vreemde dingen van hen zullen denken.

## Wo ist der Bahnhof?
Op 5 mei 1985 was een hele uitzending aan de gebroeders Temmes gewijd. Dit was de televisiefilm Wo ist der Bahnhof? waarin Gé en Arie zoals ieder jaar op 4 en 5 mei naar hun volkstuin gaan, waar ze tijdens de oorlog veel van te eten hadden. Hier doen ze van alles en nog wat aan tuinwerkjes, praten ze over de oorlog en houden ze twee minuten stilte. Arie vertelt over zijn rol in het verzet: in 1944 (toen hij vijftien jaar oud was, en Gé nog maar dertien) kwam hij vlak bij de tuin een Duitser tegen die hem vroeg waar het station was, en vervolgens door Arie expres de verkeerde kant uit gestuurd werd. Die "verzetsdaad" heeft een behoorlijke indruk op hem gemaakt, wie weet wat voor gevolgen het te laat komen van die soldaat op het verloop van de oorlog heeft gehad.
De dag daarop, 5 mei, ontdekken Gé en Arie plotseling het skelet van een Duitse soldaat in de tuin, en concluderen ze dat wijlen hun vader, een politieagent, de Duitser van Arie heeft neergeschoten en begraven. De volgende dag krijgen ze echter te horen dat het tuintje gesloopt gaat worden omdat er een weg zal worden aangelegd. Om ontdekking van het skelet te voorkomen (ze willen niet dat de daad van hun vader bekend wordt) halen ze de beenderen en de Duitse helm uit de grond en transporteren die in een vuilniszak naar een veiligere plek.
De film werd door de kijkers in 2003 uitgeroepen tot de favoriete sketch van Van Kooten en De Bie, hoewel het eigenlijk geen sketch was maar meer een korte film. Zowel op de dvd Ons kijkt ons deel 1 (Het wel en wee van Arie en Gé) als in het televisieprogramma Terugkeer van Van Kooten en De Bie werd de film niet in zijn geheel getoond omdat de makers de rechten op de gebruikte muziek van Ennio Morricone niet in handen kregen. In de verkorte versie is de film vervangen door andere muziek en in de scène waarin de gebroeders Temmes de helm, het uniform en het skelet opgraven zijn naast de vervangingsmuziek nog vlagen van de originele Morricone-muziek in dezelfde toonsoort te horen.
Op 22 maart 2013 werd de film in zijn geheel, mét de originele muziek uit Novecento, door de VPRO uitgezonden, in het kader van de Boekenweek 2013: 'Gouden tijden, zwarte bladzijden'. Op 4 mei 2014 werd de film opnieuw uitgezonden door NostalgieNet in het programma 'Nostalgie met Koot en Bie'.

## Slagroom met ijs
Dit was de tweede televisiefilm van Arie en Gé, uitgezonden in december 1985. Hierin besluiten ze samen als bezuiniging te gaan overwinteren in Benidorm (wat toentertijd al een erg populaire vakantiebestemming was). Gé voelt zich echter al gauw niet erg thuis in het verre Spanje, terwijl Arie met volle teugen geniet.

## Deksel van de Desk
In het programma Deksel van de Desk (1995-1996) van Van Kooten en De Bie keerden Gé en Arie na tien jaar weer terug op de buis. In iedere uitzending maakten ze zich druk om het nieuws. In de aflevering Dekselroof (10 december 1995) speelden ze zelfs een hoofdrol. Aan het einde van het seizoen werden ze uit hun huis gezet.
Daarna verschenen ze op 8 februari 1998 nog eenmaal in een nieuwe sketch op de televisie over de honderd gulden van Melkert. Dat was hun laatste (reguliere) televisie-optreden.